# Wilhelm Heinrich Murschel
Wilhelm Heinrich Murschel (né le 13 septembre 1795 à Stuttgart et mort le 17 janvier 1869 dans la même ville) est un homme politique libéral wurtembergeois.

## Biographie
Après des études de droit à l'Université de Tübingen, Murschel travaille comme avocat à Stuttgart. À Tübingen, il rejoint la fraternité Arminia (plus tard Germania (de)) en 1816.
De 1833 à 1838 et de 1847 à 1849, Murschel est membre de la deuxième chambre du parlement wurtembergeois (de) en tant que député libéral, de 1848 à 1849, il est président du parlement.
En 1847, il participe à la réunion d'Heppenheim. Il appartient alors au pré-parlement et au comité des cinquante. Du 18 mai 1848 au 22 janvier 1849, il est membre du Parlement de Francfort en tant que représentant de Balingen. Murschel est membre de la fraction Westendhall.
De 1856 à 1861, il est de nouveau membre du parlement de l'état de Wurtemberg.